# Lance Armstrong
Lance Armstrong, geboren als Lance Edward Gunderson (Plano (Texas), 18 september 1971), is een Amerikaans voormalig beroepswielrenner. In 1993 werd hij wereldkampioen te Oslo. Tussen 1999 en 2005 won Armstrong zeven keer op rij de Ronde van Frankrijk maar deze overwinningen werden hem eind 2012 afgenomen wegens dopinggebruik.
In 1995 won hij de Clásica San Sebastián en in 1996 de Waalse Pijl. Hierna stopte hij voor onbepaalde duur met wielrennen omdat bij hem teelbalkanker werd vastgesteld. Armstrong genas van de ziekte en keerde in 1998 terug in het peloton. Vast staat dat Armstrong na zijn eerste comeback — tot zijn eerste pensioen in 2005 — voortdurend doping gebruikte als renner van de US Postal–Berry Floor-ploeg van de Belgische ploegleider en voormalige wielrenner Johan Bruyneel.
Armstrong zag al zijn wielerresultaten vanaf augustus 1998 geschrapt, nadat hij tijdens zijn professionele loopbaan veel aanwijzingen naar dopinggebruik of allerlei beschuldigingen — meestal gebeurde dat ten tijde van de Ronde van Frankrijk in juli — onder het tapijt had geveegd. Armstrong gaf in 2013 toe de Ronde van Frankrijk zeven keer op doping te hebben gewonnen.
De UCI schorste hem op 22 oktober 2012 reeds voor het leven, waardoor Armstrong niet langer als wielrenner mag deelnemen aan wedstrijden. Aanleiding was het rapport van de USADA dat hem op 24 augustus 2012 schuldig bevond aan jarenlang gebruik van in de wielersport verboden dopingmiddelen. Op 17 januari 2013 – tijdens een televisie-interview met Oprah Winfrey – gaf Armstrong toe dat hij jarenlang doping heeft gebruikt tijdens zijn carrière.
In 2020 gaf Armstrong toe waarschijnlijk al vanaf zijn 21ste levensjaar doping te hebben gebruikt. Ook bracht hij de teelbalkanker waar aan hij leed in verband met prestatieverhogende middelen (groeihormonen). Met zijn organisatie Livestrong haalde hij 500 miljoen Amerikaanse dollar op voor kankerbestrijding.

## Biografie

### Aanvang wielercarrière
Na een succesvolle periode als amateur – Armstrong werd onder meer Amerikaans kampioen – werd Armstrong eind 1992 professional na de Olympische Spelen van Barcelona. Al het volgende jaar boekte hij diverse successen, met als hoogtepunt de winst in het wereldkampioenschap op de weg te Oslo.
Ook in de volgende jaren, waarin Armstrong acht maanden per jaar in Europa doorbracht, hielden de successen aan. In de Ronde van Frankrijk 1995 kwam Armstrongs teamgenoot Fabio Casartelli na een val te overlijden. De volgende dag was het peloton in mineur. Armstrong en zijn teamgenoten mochten het peloton als een begrafenisstoet over de finish leiden. Twee dagen later viel Armstrong vroeg aan en won de etappe naar Limoges. Armstrong droeg zijn overwinning op aan Casartelli. Dit maakte hij duidelijk door met gestrekte armen in de lucht richting hemel te kijken.
In 2001 reed het peloton over dezelfde berg waar Casartelli was gevallen en overleden. Armstrong won deze etappe en wees nogmaals met beide armen richting hemel.

### Strijd tegen kanker en terugkeer in de wielersport
In oktober 1996 werd bij Armstrong teelbalkanker geconstateerd met uitzaaiingen naar de longen en hersenen. De kans op overleven werd minder dan 50 % geschat. Na twee zware operaties en een toen nog experimentele vorm van chemotherapie kwam Armstrong erbovenop en enkele maanden later zat hij alweer op de fiets. Sindsdien is hij actief in de strijd tegen kanker.
De Lance Armstrong Foundation, door hem opgericht, ondersteunt kankerslachtoffers en kankeronderzoek. In 2004 werden de gele anti-kankerbandjes van Livestrong, in samenwerking met Nike ontwikkeld, een rage in de hele wereld.
Tijdens zijn herstel had hij een contract ondertekend bij het Franse Cofidis voor het jaar 1997, maar hij zou finaal bijna geen koers kunnen rijden voor de ploeg omdat hij opnieuw ernstig ziek werd. Het duurde tot mei 1998 voor Armstrong terugkeerde in het professionele wielercircuit. Op de achtste van diezelfde maand trouwde hij met Kristin Richard. De terugkeer verliep aanvankelijk moeizaam, maar aan het einde van het jaar behaalde Armstrong diverse successen, waaronder een vierde plaats in het eindklassement van de Ronde van Spanje 1998 en op het wereldkampioenschap op de weg.

### De succesjaren: 1999-2005

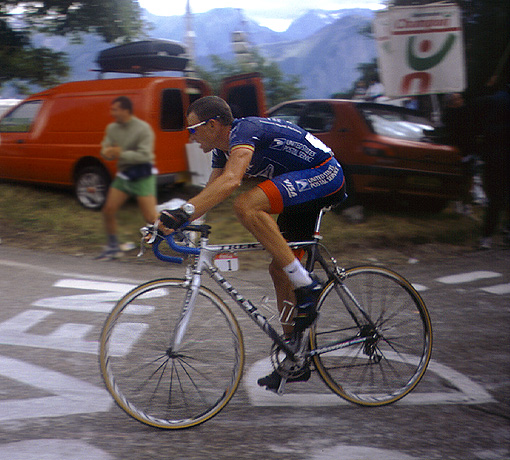
Lance Armstrong, op weg naar de overwinning op Alpe d'Huez tijdens de Ronde van Frankrijk 2001, etappe van The Look

Die vierde plaats in de Ronde van Spanje was voor Johan Bruyneel, ploegleider van het US Postal-team van Armstrong, aanleiding zijn zinnen te zetten op de Ronde van Frankrijk 1999. In 2000 won hij de Laureus Award voor de comeback van het jaar. In 2003 won hij dezelfde award in de categorie Sportman van het Jaar. 
Alhoewel hij de Tour van 1999 tot en met 2005 won, zijn die overwinningen inclusief 22 inviduele etappezeges hem, wegens dopinggebruik, in 2012 weer afgenomen. Ondanks de schrapping zijn toch enkele momenten van Armstrong in de Ronde van Frankrijk een eigen leven gaan leiden. 
Een eerste gedenkwaardig moment kwam in 2000 toen hij Marco Pantani op de Mont Ventoux de ritzege schonk als gele truidrager.
In 2001 kwam de ontmoedigende The Look (de Blik) die hij toenmalig Duits wegkampioen Jan Ullrich gaf toen hij hem achterliet op Alpe d'Huez. Armstrong ontkent dit in zijn podcast The Move, en verklaart dat hij achterom keek om te peilen waar ploegmaat Chechu Rubiera was gebleven, die daadwerkelijk achter de groep reed na aan kop ván die groep tempo te hebben gemaakt.
In 2003 reed hij nabij Gap, alsof het cyclocross was, door een veld na de val van Joseba Beloki. Tijdens de laatste week van die Tour bleef hij op Luz-Ardiden haperen aan een handtas en ging tegen de grond (Iban Mayo van Euskaltel in zijn val meesleurend en net niet Jan Ullrich) waarna hij werd opgewacht door Chechu Rubiera (en opnieuw uit de pedalen ging en bijna viel). Armstrong keerde terug in de eerste groep met de favorieten omdat de rest dat toeliet als uiting van sportiviteit.

### Einde wielercarrière
Op 18 april 2005 maakte Armstrong bekend dat de Ronde van Frankrijk 2005 zijn laatste koers zou zijn. Hij stopte daarna met wielrennen om meer tijd met zijn kinderen door te kunnen brengen. Amerikaanse televisiestations vroegen hem of hij na zijn wielercarrière als presentator van talkshows door het leven wilde gaan, maar dat aanbod sloeg Armstrong af.
Op 5 november 2006 liep hij onder veel media-aandacht de New York City Marathon om geld in te zamelen voor kankeronderzoek. Hij eindigde als nummer 869 in een tijd van 2:59.36. In 2007 liep hij de marathon opnieuw; in een tijd van 2:46.43 eindigde hij dit keer als 232ste.

### Comeback

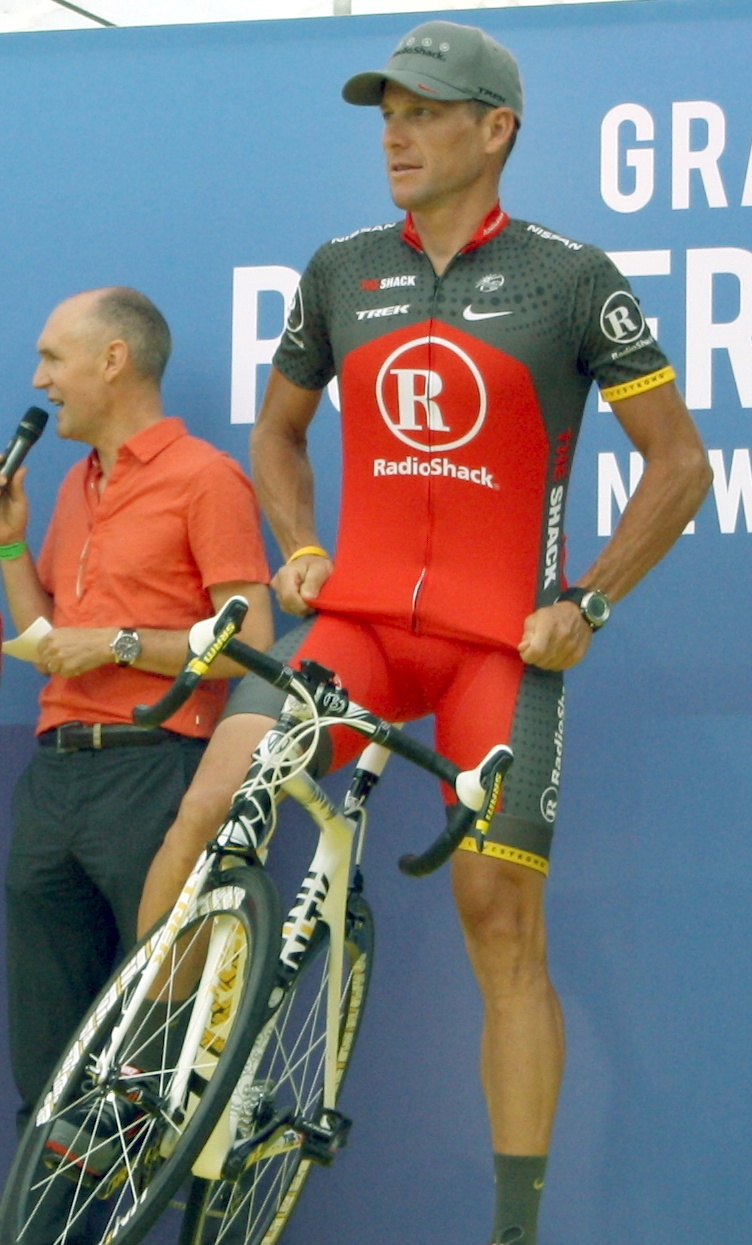
Armstrong tijdens de Ronde van Frankrijk 2010

Op 8 september 2008 berichtten Amerikaanse media dat Armstrong in het seizoen 2009 zijn rentree zou maken in het wielerpeloton bij de Kazakse wielerploeg Astana, waar hij opnieuw met ploegleider Johan Bruyneel zou samenwerken. Per 9 september 2008 maakte Armstrong via zijn eigen website bekend dat de geruchten klopten en dat hij had besloten om terug te keren in de professionele wielerwereld. Dezelfde dag verscheen in het Amerikaanse tijdschrift Vanity Fair een interview met hem waarin hij dit ook bekendmaakte. Op 24 september lichtte hij zijn beslissing toe op een persconferentie tijdens de Clinton Global Initiative Conference in New York. Hij maakte zijn comeback enerzijds om aandacht te vragen voor de kankerproblematiek en anderzijds om te bewijzen dat hij dopingvrij reed.
Armstrong zei zelf niets te willen verdienen aan zijn comeback. Al het geld dat hij verdiende zou rechtstreeks gaan naar de door hemzelf opgerichte organisatie Livestrong, waar het besteed zou worden aan kankeronderzoek.
Hij begon zijn terugkeer in de Tour Down Under 2009, die in januari 2009 voor de elfde keer werd gehouden in de omgeving van de Australische stad Adelaide. In februari nam hij deel aan de Ronde van Californië en in mei aan de Ronde van Italië, waarin hij twaalfde werd.
Armstrong reed ook de Ronde van Frankrijk 2009. Bij de vierde etappe stond hij derde in het tussenklassement. Tijdens de ploegentijdrit, die na drie jaar afwezigheid weer werd geïntroduceerd, kwam zijn Astana-ploeg minder dan één seconde tekort op Fabian Cancellara om Armstrong bij de vijfde etappe voor de 84e dag in het geel te laten rijden. Uiteindelijk behaalde hij de derde plaats in het eindklassement, die hem later zou worden afgenomen; zijn ploeggenoot, de Spanjaard Alberto Contador, was oppermachtig en won.
Op 13 juli 2009 zei Armstrong dat hij in 2010 met een eigen wielerploeg wilde komen. Op 23 juli maakte hij via Twitter zijn nieuwe sponsor bekend: in 2010 zou Armstrong voor Team RadioShack rijden, waarvoor hij niet alleen ging wielrennen, maar ook aan triatlonwedstrijden en hardloopwedstrijden ging meedoen. Tijdens de Ronde van Frankrijk 2010 werd Armstrong 23ste in het eindklassement en kon hij zijn stempel niet drukken.
Op 16 februari 2011 stopte hij plotseling definitief met wielrennen, terwijl hij aanvankelijk tot eind mei 2011 zou rijden.

### Triatlon
In 2011 en 2012 deed hij op topniveau mee aan diverse professionele triatlons. In september 2011 eindigde hij als vijfde in X-Terra van Ogden in Utah. In 2012 won hij onder meer de halve ironmans van Florida en van Hawaï. Door zijn dopingschorsing mag hij sinds eind 2012 echter niet meer deelnemen aan de meeste triatlons en andere wedstrijden waaraan hij zou willen deelnemen, zoals marathons en mountainbikewedstrijden.

## Trapfrequentie
Armstrong fietste niet alleen hard, maar ook met een bijzonder hoge trapfrequentie. Hij reed met ongeveer 110 pedaalomwentelingen per minuut, terwijl de meeste andere wielrenners kiezen voor ca. 90 tot 95 omwentelingen. In een tijdrit kon dit oplopen tot 125 omwentelingen per minuut.

## Doping
Gedurende zijn hele carrière werd Armstrong door dopingbeschuldigingen achtervolgd. Vooral in de Franse pers verschenen stukken over mogelijk dopinggebruik door hem. Onder meer zijn relatie met de Italiaanse sportdokter Ferrari leidde tot speculaties. Ook het feit dat zijn ploeggenoten bij US Postal, Roberto Heras, Floyd Landis, Tyler Hamilton en Manuel Beltrán, op doping werden betrapt, werkte niet in Armstrongs voordeel.
In de Franse sportkrant L'Équipe verscheen in augustus 2005 een verhaal over mogelijk epo-gebruik van Armstrong. Stalen uit de Tour van 1999, toen er nog geen manier bestond om epo op te sporen, werden in opdracht van het Wereldantidopingagentschap (WADA) gebruikt in een onderzoek om de huidige opsporingsmethode voor epo te verbeteren. Hierbij werd in twaalf stalen epo gevonden, en zes daarvan kon L'Équipe via het codenummer linken aan Armstrong. De Internationale Wielerunie, die geregeld overhoop ligt met het WADA wat betreft dopingcontroles, besloot advocaat Emile Vrijman opdracht te geven een rapport uit te brengen. Dat rapport concludeerde dat het onderzoek nooit als dopingcontrole was bedoeld en dat daarmee de reglementen voor dopingcontroles niet waren gevolgd. Daarom kon het onderzoek geen reglementaire gevolgen hebben. Wel werd de Canadees Dick Pound, toenmalig hoofd van het WADA, ervan beschuldigd dat hij voor het lek had gezorgd en dat hij het Franse dopinglab onder druk had gezet om voorbarige en onjuiste resultaten te publiceren.
Ook na afloop van de Tour van 2009 doken verhalen op omtrent dopinggebruik door Armstrong. De Deense specialist Jakob Mørkebjerg meldde dat Armstrongs bloedwaarden tijdens de wielerronde zeer verdacht waren.
Op 20 mei 2010 bracht de Amerikaanse wielrenner Floyd Landis zijn verhaal naar buiten. Naast het bekennen van zijn eigen dopinggebruik beschuldigde hij Armstrong ervan hem te hebben uitgelegd hoe doping te gebruiken. Hij beweerde dat Armstrong in 2002 positief testte op epo.
Op 20 mei 2011 bracht ook Tyler Hamilton zijn verhaal naar buiten. Hij beweerde gezien te hebben hoe Armstrong zichzelf doping toediende. Naast epo werd er ook regelmatig gebruikgemaakt van bloeddoping. Het toedienen van autoloog bloed valt niet in de categorie 'toedienen van een lichaamsvreemde stof'.
Op 3 februari 2012 kreeg Armstrong te horen dat het lopende onderzoek tegen hem werd gesloten.
In juni 2012 werd Armstrong door het Amerikaanse dopingbureau USADA officieel aangeklaagd voor het gebruik van doping. De aanklacht was deels gebaseerd op getuigenissen van wielrenners en bloedstalen uit 2009 en 2010. Armstrong ontkende alle aantijgingen, maar mocht voorlopig niet meer aan triatlonwedstrijden meedoen.
Op 5 juli 2012 meldde het Nederlandse dagblad De Telegraaf dat vijf voormalige ploeggenoten van Armstrong tegen hem wilden getuigen, waarbij de vier nog actieve wielrenners in ruil voor belastende verklaringen, waarbij zij ook hun eigen dopinggebruik zouden toegeven, de Ronde van Frankrijk 2012 zouden mogen uitrijden en pas later voor zes maanden geschorst zouden worden. De vijf voormalige ploeggenoten zouden George Hincapie, Levi Leipheimer, David Zabriskie, Christian Vande Velde en de inmiddels gestopte Jonathan Vaughters zijn. Armstrong reageerde furieus via Twitter door te stellen dat er sprake was van 'een partijdige vervolging die de geur heeft van een vendetta'.
Armstrong ging in de 'tegenaanval' tegen de USADA en sleepte het dopingbureau voor de burgerlijke rechter in het Amerikaanse Austin. De rechtbank verklaarde Armstrongs eerste aanklacht niet-ontvankelijk. Armstrong kreeg twintig dagen de tijd om een nieuwe aanklacht in te dienen. Deze nieuwe aanklacht werd inhoudelijk ongegrond verklaard.
Op 23 augustus besloot Armstrong de zaak niet aan te vechten en zijn strijd tegen de USADA op te geven. Hij beweerde nog steeds onschuldig te zijn aan het gebruik van doping, maar dat hij de rechtsgang wilde staken omdat hij geen eerlijk proces zou krijgen en de affaire zijn tol eiste op zijn familie en kankerfonds. De USADA nam hem een dag later al zijn zeges af van de Tour de France. De UCI had tegen die beslissing in hoger beroep kunnen gaan bij het Hof van Arbitrage voor Sport, wat niet gebeurde.
Aanvankelijk ging Nike door met het steunen van Armstrong, wat protest van andere sporters opleverde. Naar aanleiding van de dopingonthullingen verbrak Nike op 17 oktober 2012 het sponsorcontract met Armstrong, het sportkledingconcern blijft wel Livestrong financieel ondersteunen. Dezelfde dag stapte Armstrong op als voorzitter van Livestrong, hij bleef wel bestuurslid. Na Nike trokken dezelfde week ook de sponsors van sportschoolketen 24-Hour Fitness, brouwerij Anheuser-Busch en voedselproducent Honey Stinger zich terug.
De Ierse UCI-voorzitter Pat McQuaid maakte op 22 oktober 2012 officieel bekend dat zijn organisatie achter het USADA-rapport staat. 'Voor Lance Armstrong is er geen plaats in het wielrennen,' zo zei hij, evenals: 'Hij verdient het om in het wielrennen vergeten te worden.'
Christian Prudhomme, directeur van de organisatie van de Ronde van Frankrijk, wil dat Armstrong het prijzengeld terugbetaalt dat hij vanaf 1999 bij de Tour de France gewonnen heeft. Dat zou voor Armstrong uitkomen op omgerekend ongeveer drie miljoen euro.
Op 17 en 18 januari 2013 werd op de Amerikaanse televisiezender OWN (Oprah Winfrey Network) een tweedelig interview uitgezonden dat Oprah Winfrey twee dagen eerder met Armstrong had. Het was zijn eerste openbare reactie sinds de UCI hem zijn titels ontnam. Hij gaf toe zijn Tourzeges te hebben behaald met behulp van doping in de vorm van epo, bloedtransfusies, cortisonen, groeihormonen en testosteron.
In 2014 werd door Alex Holmes de film Stop at Nothing: The Lance Armstrong Story gemaakt over het bedrog van Armstrong en met name over de invloed die dit had op de mensen die wel de waarheid wilden vertellen en wier levens en carrières door Armstrong werden kapotgemaakt.
De rechtszaak van de Amerikaanse overheid tegen Armstrong werd in april 2018 afgeblazen. Armstrong trof een schikking van vijf miljoen dollar, er hing hem eerder een schadeclaim van honderd miljoen dollar (ruim tachtig miljoen euro) boven het hoofd.
In 2020 kondigde ESPN en Armstrong aan dat er een documentaire komt waarin hij niet anders dan de waarheid ging vertellen. Zo zegt hij dat zijn eerste contact met doping al plaatsvond op zijn 21ste. Hij gebruikte cortisonen in zijn eerste seizoen waarin hij ook wereldkampioen werd. Hij linkt hierin ook het gebruik van groeihormonen met zijn teelbalkanker.

## Privéleven
Begin jaren 90 had Lance Armstrong een relatie met de Nederlandse wielrenster Daniëlle Overgaag. In juni 1997 ontmoette Armstrong Kristin Richard. Ze trouwden op 1 mei 1998 en kregen drie kinderen: een zoon (geboren in oktober 1999) en een tweeling (geboren in november 2001). De zwangerschappen waren mogelijk dankzij sperma dat Armstrong drie jaar eerder, vóór de chemotherapie en operatie, had laten invriezen. In 2003 werd de echtscheiding uitgesproken. Armstrong had van 2004 tot 2005 een relatie met zangeres Sheryl Crow. Zij vierde zijn Touroverwinning van 2004 mee in Parijs. Sinds 2008 heeft Armstrong een relatie met Anna Hansen, met wie hij twee kinderen heeft. Het stel trouwde op 9 augustus 2022.

## Boeken
Lance Armstrong heeft enkele boeken geschreven over zijn fietscarrière en kankergenezing. Ook heeft hij een boek geschreven voor kinderen en het wielrennen.
- It's Not About the Bike: My Journey back to Life (2000; in het Nederlands verschenen als Door de pijngrens)
- Every Second Counts (2003; in het Nederlands verschenen als Elke seconde telt)
- Lance Armstrong, Images Of A Champion (2006)

### Anderen
- Lance Armstrongs Trainingsprogramma, Chris Carmichael (2004)
- L.A. Confidentiel, David Walsh en Pierre Ballester (2004)
- Lance Armstrongs Oorlog, Daniel Coyle (2005)
- Alleen Winnen Telt, Het Geheim Van Succes Volgens De Ploegleider Achter De Tour De France-Overwinningen Van Lance Armstrong, Johan Bruyneel, sportdirecteur (2008)
- De Lance Factor, Mart Smeets (2011)
- The Secret Race, Daniel Coyle in samenwerking met wielrenner Tyler Hamilton (2012)
- De leugens van Lance, Juliet Macur (2014) ISBN 9789400402478

## Lance Armstrong Foundation
Armstrong richtte in 1997 een kankerbestrijdingsfonds op, de Lance Armstrong Foundation (LAF). Om geld in te zamelen voor de strijd tegen kanker verkoopt de organisatie gele polsbandjes met het motto Livestrong. De opbrengst van zijn comeback in het wielrennen ging volgens eigen zeggen ook volledig naar de LAF. Zo ging de fiets waarop Armstrong de 20e etappe in de Tour van 2009 uitreed na afloop onder de hamer.
Armstrong nam op 17 oktober 2012 ontslag als voorzitter van zijn fonds. Hij bleef wel aan als lid van de Raad van Bestuur. Het fonds had op dat moment ongeveer 500 miljoen US-dollar opgehaald. Op 4 november vertrok Armstrong ook uit de Raad van Bestuur. De organisatie gaf als reden op dat hij Livestrong de negatieve effecten wilde besparen van zijn schorsing voor het leven door de USADA en de UCI. Armstrong is met een donatie van in totaal zeven miljoen US-dollar nog steeds de grootste donor van Livestrong.

## Palmares

### Overwinningen
1992
- First Union Grand Prix
- Thrift Drug Classic
- 4e etappe Ronde van Galicië
- GP Marostica

1993
- Trofeo Laigueglia
- 5e etappe Tour DuPont
- Thrift Drug Classic
- Proloog en 1e etappe West-Virginia Mountain Classic
- Eindklassement West-Virginia Mountain Classic
- Amerikaans kampioenschap op de weg
- Philadelphia Classic
- 3e etappe Ronde van Zweden
- 8e etappe Ronde van Frankrijk
- Wereldkampioenschap op de weg in Oslo

1994
- 7e etappe Tour DuPont
- Thrift Drug Classic
- 5e etappe West-Virginia Mountain Classic

1995
- 5e etappe Parijs-Nice
- 4e, 5e en 9e etappe Tour DuPont
- Eindklassement Tour DuPont
- 4e etappe West-Virginia Mountain Classic
- Eindklassement West-Virginia Mountain Classic
- 18e etappe Ronde van Frankrijk
- Clásica San Sebastián

1996
- Waalse Pijl
- 2e, 4e, 6e, 7e en 13e etappe Tour DuPont
- Eindklassement Tour DuPont

1998
- 1e etappe Ronde van Luxemburg
- Eindklassement Ronde van Luxemburg
- Eindklassement Ronde van Rijnland-Palts
- Cascade Cycling Classic

| Geschrapte overwinningen wegens dopinggebruik |
| --- |
| 1999 - 4e etappe (ITT) Ronde van de Sarthe - Proloog Critérium du Dauphiné Libéré - 4e etappe Route du Sud - Proloog, 8e, 9e en 19e etappe Ronde van Frankrijk - Eindklassement Ronde van Frankrijk 2000 - 3e etappe Critérium du Dauphiné Libéré - 19e etappe (ITT) Ronde van Frankrijk - Eindklassement Ronde van Frankrijk - Grote Prijs Eddy Merckx (met Vjatsjeslav Jekimov) - Grote Landenprijs 2001 - Proloog en 7e etappe (ITT) Ronde van Zwitserland - Eindklassement Ronde van Zwitserland - 10e, 11e, 13e en 18e etappe Ronde van Frankrijk - Eindklassement Ronde van Frankrijk 2002 - Eindklassement GP du Midi-Libre - 6e etappe Critérium du Dauphiné Libéré - Eindklassement Critérium du Dauphiné Libéré - Proloog, 11e, 12e en 19e etappe Ronde van Frankrijk - Eindklassement Ronde van Frankrijk - Ronde van Stiphout 2003 - 3e etappe (ITT) Critérium du Dauphiné Libéré - Eindklassement Critérium du Dauphiné Libéré - 4e (TTT) en 15e etappe Ronde van Frankrijk - Eindklassement Ronde van Frankrijk 2004 - 4e etappe (ITT) Ronde van de Algarve - 3e en 4e etappe (ITT) Ronde van Georgia - Eindklassement Ronde van Georgia - 5e etappe Tour du Languedoc-Roussillon - 4e (TTT), 13e, 15e, 16e (ITT), 17e en 19e etappe (ITT) Ronde van Frankrijk - Eindklassement Ronde van Frankrijk - Ronde van Stiphout 2005 - 4e (TTT) en 20e etappe ITT) Ronde van Frankrijk - Eindklassement Ronde van Frankrijk 2009 - Nevada City Classic - 4e etappe (TTT) Ronde van Frankrijk |

### Resultaten in voornaamste wedstrijden
| Jaar | Ronde van Italië | Ronde van Frankrijk | Ronde van Spanje |
| ---- | ---------------- | ------------------- | ---------------- |
| 1992 |                  |                     |                  |
| 1993 |                  | opgave (1)          |                  |
| 1994 |                  | opgave              |                  |
| 1995 |                  | 36e (1)             |                  |
| 1996 |                  | opgave              |                  |
| 1998 |                  |                     | 4e               |
| 1999 |                  | ↑ (4)               |                  |
| 2000 |                  | ↑ (1)               |                  |
| 2001 |                  | ↑ (4)               |                  |
| 2002 |                  | ↑ (3*)              |                  |
| 2003 |                  | ↑ (1*)              |                  |
| 2004 |                  | ↑ (5*)              |                  |
| 2005 |                  | ↑ (1*)              |                  |
| 2009 | 12e              | ↑ (0*)              |                  |
| 2010 |                  | 23e                 |                  |

| Jaar | Milaan-San Remo | Gent-Wevelgem | Ronde van Vlaanderen | Amstel Gold Race | Luik-Bast.‑Luik | Parijs-Brussel | Waalse Pijl | Clásica San Sebastián |  | WK op de weg |  | Wereldranglijsten |
| ---- | --------------- | ------------- | -------------------- | ---------------- | --------------- | -------------- | ----------- | --------------------- |  | ------------ |  | ----------------- |
| 1992 |                 |               |                      |                  |                 |                |             | 111e                  |  |              |  |                   |
| 1993 | 22e             | 40e           |                      |                  |                 |                |             | 35e                   |  | ↑            |  | 20e (UWB)         |
| 1994 | 99e             |               |                      | 13e              | ↑               | 14e            | 36e         | ↑                     |  | 7e           |  | 6e (UWB)          |
| 1995 | 73e             |               | 45e                  |                  | 6e              |                | 22e         | ↑                     |  |              |  | 9e (UWB)          |
| 1996 | 11e             |               | 28e                  | 17e              | ↑               |                | ↑           | 14e                   |  |              |  | 7e (UWB)          |
| 1998 |                 |               |                      |                  |                 |                |             | -101e                 |  | -4e          |  |                   |
| 1999 | -118e           |               |                      | ↑                |                 |                |             |                       |  |              |  |                   |
| 2000 | -108e           |               |                      | -39e             |                 |                |             |                       |  |              |  |                   |
| 2001 |                 |               |                      | ↑                |                 |                |             |                       |  |              |  |                   |
| 2002 | -44e            |               | -59e                 | -4e              | -65e            |                |             | -46e                  |  |              |  |                   |
| 2003 |                 |               |                      | -8e              | -20e            |                |             |                       |  |              |  |                   |
| 2004 |                 |               |                      |                  |                 |                |             |                       |  |              |  |                   |
| 2005 |                 |               | -28e                 |                  |                 |                |             |                       |  |              |  |                   |
| 2009 | -125e           |               |                      |                  |                 |                |             |                       |  |              |  |                   |
| 2010 |                 |               | -27e                 |                  |                 |                |             |                       |  |              |  |                   |

## Ploegen
- 1992-1996 Motorola
- 1997 Cofidis le Crédit par Téléphone
- 1998-2002 US Postal Service
- 2003-2004 US Postal Service presented by Berry Floor
- 2005 Discovery Channel - Berry Floor
- 2009 Astana
- 2010-2011 Team RadioShack

- Bibsys: 11078958
- Biblioteca Nacional de España: XX944036
- Bibliothèque nationale de France: cb13563777x (data)
- CiNii: DA14840564
- Gemeinsame Normdatei: 122191552
- International Standard Name Identifier: 0000 0001 0876 955X
- Library of Congress Control Number: n96026176
- Nationale Bibliotheek van Letland: 000351067
- MusicBrainz: 239e3b89-da3c-40ef-8518-fc6d011e438c
- National Archives and Records Administration: 10575280
- Bibliotheek van het Japanse parlement: 00820279
- Nationale Bibliotheek van Tsjechië: xx0002538
- Nationale Bibliotheek van Israël: 987007296651305171
- Nationale Bibliotheek van Polen: a0000001646815
- Nationale Bibliotheek van Roemenië: 000009059
- Nationale en Universitaire bibliotheek Zagreb: 000386853
- Nederlandse Thesaurus van Auteursnamen: 197463274
- LIBRIS: 316370
- SNAC: w6xj5t7p
- Système universitaire de documentation: 052556778
- Virtual International Authority File: 19845402
- WorldCat: E39PBJmdw8JCJ3c4qDYJ4PFR8C

Mannen: 2000: Tiger Woods · 2001: Tiger Woods · 2002: Michael Schumacher · 2003: Lance Armstrong · 2004: Michael Schumacher · 2005: Roger Federer · 2006: Roger Federer · 2007: Roger Federer · 2008: Roger Federer · 2009: Usain Bolt · 2010: Usain Bolt · 2011: Rafael Nadal · 2012: Novak Djokovic · 2013: Usain Bolt · 2014: Sebastian Vettel · 2015: Novak Djokovic · 2016: Usain Bolt · 2017: Novak Djokovic · 2018: Roger Federer · 2018: Novak Djokovic · 2020: Lewis Hamilton en Lionel Messi · 2021: Rafael Nadal · 2022: Max Verstappen · 2023: Lionel Messi

Vrouwen: 2000: Marion Jones · 2001: Cathy Freeman · 2002: Jennifer Capriati · 2003: Serena Williams · 2004: Annika Sörenstam · 2005: Kelly Holmes · 2006: Janica Kostelić · 2007: Jelena Isinbajeva · 2008: Justine Henin · 2009: Jelena Isinbajeva · 2010: Serena Williams · 2011: Lindsey Vonn · 2012: Vivian Cheruiyot · 2013: Jessica Ennis · 2014: Missy Franklin · 2015: Genzebe Dibaba · 2016: Serena Williams · 2017: Simone Biles · 2018: Serena Williams · 2019: Simone Biles · 2020: Simone Biles · 2021: Naomi Osaka · 2022: Elaine Thompson-Herah · 2023: Shelly-Ann Fraser-Pryce
Wielerploegen van Lance Armstrong
Alvis · Anderson · Andreu · Armstrong · Baker · Bauer · Bay · Bishop · Dernies · Hampsten · Kiefel · Larsen · Lauritzen · Moens · Schur · Sciandri · Stenersen · Walton · Yates · Zanoli · Zimmermann
Alvis · Anderson · Andreu · Armstrong  · Bauer · Bay · Bishop · Dernies · Hampsten · Hundertmarck · Larsen · Manin · Mejía · Moens · Schur · Sciandri · Stenersen · Yates
Alcalá · Alvis · Anderson · Andreu · Armstrong  · Bauer · Dernies · Fraser · Hampsten · Hincapie · Hundertmarck · Larsen · Mejía · Ozers · Rampollo · Schur · Smith · Stenersen · Swart · Yates · Moerenhout (stagiair) · van Heeswijk (stagiair)
Andreu · Armstrong · Bauer · Casartelli  (tot 18/07) · Dernies · Fraser · Hincapie · Julich · Livingston · Mejía · Merckx · Ozers · Peron · Stenersen · Swart · van Heeswijk · Veenstra · Weltz · Yates · Zamana
Andreu · Armstrong · Fraser · Hincapie · Julich · Livingston · Madouas · Merckx · Montoya · Ozers · Peron · Randolph · Sciandri · Thibout · van Heeswijk · Vanzella · Yates
Andreu · 
Armstrong · 
Capelle · 
Desbiens · 
Fondriest · 
Gaumont · 
Goubert · 
Jalabert · 
Julich · 
Livingston · 
Martin · 
Millar · 
Moncoutié · 
Moreau · 
Plaza · 
Rinero · 
Rominger · 
Saugrain · 
Thibout · 
Tournant · 
Van De Laer · 
Gwiazdowski (stagiair) · 
Plouhinec (stagiair) · 
Poos (stagiair) 
Andreu ·
Armstrong ·
Baranowski ·
Deramé · 
Hamilton · 
Hincapie · 
Jekimov · 
Jemison · 
Llaneras ·
Meinert-Nielsen · 
Robin ·
Teutenberg · 
Vande Velde ·
Vaughters ·
Villatoro
Andreu ·
Armstrong ·
Casey ·
Dean ·
Deramé · 
George ·
Hamilton · 
Hincapie ·
Høj ·
Jekimov · 
Jemison · 
Joachim ·
Livingston ·
Magnusson ·
Meinert-Nielsen · 
Vande Velde ·
Vaughters
Andreu ·
Armstrong ·
Burrow · 
Casey ·
Dean ·
George ·
Hamilton · 
Hincapie ·
Jekimov   · 
Jemison · 
Joachim ·
Jonker · 
Kjærgaard ·
Labbe ·
Leipheimer · 
Livingston ·
O'Bee ·
Vande Velde ·
Vasseur ·
Vermaut
Armstrong ·
Barthe ·
Burrow · 
Casey ·
Cruz ·
Dean ·
Green ·
Hamilton · 
Heras ·
Hincapie ·
Jekimov   · 
Joachim ·
Kjærgaard ·
Labbe ·
Leipheimer · 
McRae · 
Peña ·
Rubiera ·
Vande Velde ·
Vasseur ·
Ventura ·
White ·
Zabriskie · 
Boonen (stagiair)
Armstrong ·
Barry ·
Boonen · 
Casey ·
Clinger ·
Cruz ·
Heras ·
Hincapie ·
Jekimov   · 
Joachim ·
Kjærgaard ·
Labbe ·
Landis · 
McRae · 
Mondini (tot 31/03) · 
Padrnos ·
Peña ·
Rubiera ·
Vande Velde ·
Ventura ·
White ·
Zabriskie
Armstrong ·
Barry ·
Beltrán · 
Cruz ·
Green ·
Heras ·
Hincapie ·
Jekimov   · 
Joachim ·
Kjærgaard ·
Kluck · 
Labbe ·
Landis · 
Michajlov · 
Padrnos ·
Peña ·
Rubiera ·
van Heeswijk ·
Vande Velde ·
Ventura ·
White ·
Zabriskie
Armstrong ·
Azevedo ·
Barry ·
Beltrán · 
Creed ·
Cruz ·
Devolder ·
Hesjedal ·
Hincapie ·
Jekimov     · 
Joachim ·
Kluck · 
Labbe ·
Landis · 
McCarty ·
Michajlov · 
Noval ·
Padrnos ·
Peña ·
Rincón ·
Rubiera ·
Van den Broeck ·
van Heeswijk ·
Ventura ·
Zabriskie
Armstrong (tot 31/07) ·
Azevedo ·
Barry ·
Beltrán · 
Beppu ·
Bileka · 
Brajkovič ·
Creed ·
Cruz ·
Danielson ·
Devolder ·
Hammond ·
Hesjedal ·
Hincapie ·
Hoste · 
Jekimov   · 
Joachim ·
McCartney ·
McCarty ·
Michajlov · 
Noval ·
Padrnos ·
Popovytsj · 
Roulston ·
Rubiera ·
Savoldelli ·
Van den Broeck ·
van Heeswijk
2006–2008: Loopbaan beëindigd
Armstrong ·
Bazajev ·
Brajkovič ·
Contador ·
Dmitriev ·
Dyaçenko ·
Hernández ·
Horner ·
Iglinski · 
Kirejev ·
Klöden ·  
Köpeşov ·
Leipheimer ·  
Morabito ·
Moeravjov · 
Navarro ·
Noval ·
Paulinho ·
Popovytsj ·
Raimbekov ·
Rast ·
Renev ·
Rubiera ·  
Schär · 
Vaitkus ·
Vinokoerov ·
Yoandri ·
Zejts ·
Zubeldia
Armstrong ·
Beppu ·
Bewley ·
Brajkovič ·
Busche ·
Hermans ·
Horner ·
Impey ·
Irizar ·
Fuyu (tot 30/04) ·
Klöden ·
Leipheimer ·
Lequatre ·
Machado · 
McCartney ·
Moeravjov ·
Paulinho ·
Popovytsj ·
Rast ·
Rosseler ·
Rovny ·
Rubiera ·
Selander ·
Steegmans ·
Vaitkus ·   
Zubeldia ·
Avery (stagiair) ·
Phinney (stagiair) ·
Sergent (stagiair) 
Armstrong (tot 16/02) ·
Beppu ·
Bewley ·
Brajkovič ·
Busche ·
Cardoso ·
Deignan ·
Hermans ·
Horner ·
Hunter ·
Irizar ·
King ·
Klöden ·
Kwiatkowski ·
Leipheimer ·
Lequatre ·
Machado · 
McCartney ·
McEwen ·
Moeravjov ·
Oliveira ·
Paulinho ·
Popovytsj ·
Rast ·
Rosseler ·
Rovny ·
Selander ·
Sergent ·
Zubeldia ·
Bennett (stagiair) ·
Parker (stagiair) ·
Sjaloenov (stagiair) 